# Guido Saba
Guido Saba (Visinada, 1º gennaio 1921 – Roma, 25 marzo 2013) è stato un critico letterario italiano.

## Biografia
Poco dopo la fine della Seconda guerra mondiale, nel luglio del 1946, sostiene la tesi di dottorato in Lettere moderne sul poeta romantico istriano Michele Fachinetti.
Si reca a Parigi, avendo ottenuto una borsa dal Governo francese, per seguire i corsi alla Sorbona e condurre alcune ricerche storiche agli Archives nationales.
Dal mese di aprile del 1948 fino alla fine del 1964 è assistente di Lingua e letteratura francese presso la Facoltà di lettere dell'Università di Trieste. Dopo aver ottenuto l'abilitazione all'insegnamento universitario, è nominato professore nella stessa Università.
Nel gennaio 1965 è nominato titolare della cattedra di Lingua e letteratura francese all'Università Ca' Foscari di Venezia. In seguito, dopo aver insegnato di nuovo all'Università di Trieste (1968-1970) e all'Università degli Studi dell'Aquila (1970-1974), è nominato titolare all'Università di Roma La Sapienza (Magistero).
Nel 1986 insegna, in qualità di professore associato, all'Université de Provence Aix-Marseille I.
Negli anni 1978-87 ricostruisce filologicamente in un'edizione critica il corpus dell'intera opera del poeta libertino Théophile de Viau. In essa sono raccolte sia le opere poetiche che quelle in prosa.
In occasione del quarto centenario della nascita di Théophile de Viau, contribuisce all'organizzazione scientifica di due convegni su questo poeta: nel marzo 1990 all'Università di Las Vegas  e in settembre a Marsiglia .
Per l'insieme dei suoi lavori, l'Accademia Nazionale dei Lincei gli attribuisce il Premio nazionale per la filologia (1988), l'Académie française il Grand Prix du rayonnement de la langue française (1989), la Società Universitaria per gli Studi di Lingua e Letteratura Francese il Premio letterario di Francesistica (1999).
È insignito delle onorificenze dell'Ordre des Palmes académiques nel 1966 e della Légion d'honneur nel 2000.

## Opere
- (1961) Memoria e poesia. Scrittori francesi dal preromanticismo al simbolismo, Bologna, Cappelli
- (1962) La Poesia di Joachim du Bellay, Messina-Firenze, G. D'Anna (Biblioteca di Cultura contemporanea, 75)
- (1997) Fortunes et infortunes de Théophile de Viau, Histoire de la critique suivie d'une bibliographie, Paris, Klincksieck
- (1999) Théophile de Viau: un poète rebelle, Paris, Presses Universitaires de France (Écrivains) Ristampa con Slatkine Reprints, Genève, 2008
- (2007) Bibliographie des Écrivains français: Théophile de Viau, Paris/Roma, Éditions Memini

### Edizioni critiche
- (1955) Le «Chansons d'histoire» o «Chansons de toile», edizione critica con introduzione, note e glossario a cura di Guido Saba, Modena, Società Tipografica Modenese (Pubblicazione della Facoltà di Lettere dell'Università di Roma)
- (1978-1987) Théophile de Viau, Œuvres complètes, éd. critique publiée par Guido Saba, Paris/Rome, Nizet/Edizioni dell'Ateneo (poi Paris, Champion, 1999)
- (1990) Théophile de Viau, Œuvres poétiques, éd. par Guido Saba, Paris, Bordas (Classiques Garnier)

### Traduzioni in italiano
- (1957) Joseph Joubert, Riflessioni (dai Diari), a cura di Guido Saba, Roma, Gherardo Casini